# Бушанський Валентин Вікторович
Валенти́н Ві́кторович Бушанський — український науковець, політолог, доктор політичних наук. Головний науковий співробітник відділу етнополітології, Інститут політичних і етнонаціональних досліджень імені І. Ф. Кураса НАН України.

## З творчої біографії
Вищу освіту здобув на історичному факультеті Національного педагогічного університету імені М. П. Драгоманова (1998 рік), спеціальність: всесвітня історія та правознавство.
Тема кандидатської дисертації: «Політична етика у філософії М. О. Бердяєва доеміграційного періоду (1900—1922 рр.)» (2004 рік).
Тема докторської дисертації: «Естетика політичної влади: поняття, теоретико-методологічні засади дослідження, історична феноменологія» (2009 рік).

## Основні праці
- Естетика політичної влади: Монографія. — К.: Парапан, 2009. — 360 с.
- Російська імперська ідеологія: політика міфотворчості // Наукові записки Інституту політичних і етнонаціональних досліджень ім. І. Ф. Кураса НАН України. — 2015 / 4 (78). — С. 296—306. –Режим доступу: https://web.archive.org/web/20171013205307/http://www.ipiend.gov.ua/uploads/nz/nz_78/bushanskyi_rosiiska.pdf
- Рефлексивна структура ідентичності // Politikus. — Південноукраїнський національний педагогічний університет імені К. Д. Ушинського. — 2015. — № 2. — С. 113—117.
- Нові геополітичні протистояння та їх наслідки для України // Наукові записки Інституту політичних і етнонаціональних досліджень ім. І. Ф. Кураса НАН України. — 2014 / 3 (71). — С. 83–104. — Режим доступу: http://www.ipiend.gov.ua/uploads/nz/nz_71/bushanskyi_novi.pdf%5Bнедоступне+посилання+з+травня+2019%5D
- Уявлений Севастополь: естетика російського соліпсизму // Наукові записки Інституту політичних і етнонаціональних досліджень ім. І. Ф. Кураса НАН України. — 2014 / 4–5 (72–73). — С. 340—361. — Режим доступу: https://web.archive.org/web/20180417052342/http://www.ipiend.gov.ua/uploads/nz/nz_72_73/bushanskyi_uyablenyi.pdf
- Історична свідомість і поняття «цивілізація» // Наукові записки Інституту політичних і етнонаціональних досліджень ім. І. Ф. Кураса НАН України. — 2013 / 2 (64). — С. 29–41. — Режим доступу: http://www.ipiend.gov.ua/uploads/nz/nz_64/bushanskyi_istorychna.pdf%5Bнедоступне+посилання+з+травня+2019%5D
- Становлення масової культури: шлях до кітчу й андеґраунду // Наукові записки Інституту політичних і етнонаці-ональних досліджень ім. І. Ф. Кураса НАН України. — 2012 / 4 (60). — С. 122—134. — Режим доступу: https://web.archive.org/web/20170517100748/http://www.ipiend.gov.ua/uploads/nz/nz_60/bushanskyi_stanovlennia.pdf
- Цінності — рефлексія — влада // Етнополітична культура в Україні: реалії та виклики часу. — К.: ІНіЕНД ім. І. Ф. Кураса НАН України, 2010. — С. 148—159. — Режим доступу: http://www.ipiend.gov.ua/img/monograph/file/etnopolit_129.pdf%5Bнедоступне+посилання+з+травня+2019%5D
- Мовні суперечності в Україні: від раннього модерну до сьогодення // Наукові записки Інституту політичних і етнонаціональних досліджень ім. І. Ф. Кураса НАН України. — 2011 / 6 (56). — С. 433—444. — Режим доступу: http://www.ipiend.gov.ua/img/scholarly/file/nz_56_60.pdf%5Bнедоступне+посилання+з+травня+2019%5D
- Маніпуляція свідомістю: від фрустрації до нової ідентичності // Наукові записки Інституту політичних і етнонаціональних досліджень ім. І. Ф. Кураса НАН України. — 2011 / 5 (55). — С. 74–86. — Режим доступу: https://web.archive.org/web/20170713091635/http://www.ipiend.gov.ua/img/scholarly/file/nz_55_59.pdf
- Постмодерн, кітч, нарциссизм // Наукові записки Інституту політичних і етнонаціональних досліджень ім. І. Ф. Кураса НАН України. — 2011 / 4 (54). — С. 137—148. — Режим доступу: http://www.ipiend.gov.ua/img/scholarly/file/nz_54_58.pdf%5Bнедоступне+посилання+з+травня+2019%5D
- Нігілізм і цінності // Наукові записки Інституту політичних і етнонаціональних досліджень ім. І. Ф. Кураса НАН України. — 2010 / 5 (49). — С. 41–50. — Режим доступу: http://www.ipiend.gov.ua/img/scholarly/file/nz_49_53.pdf%5Bнедоступне+посилання+з+травня+2019%5D
- Розум і влада. Патріархальні риси політичної свідомості // Віче. — 2008. — № 2. — С. 10–14. — Режим доступу: http://www.viche.info/journal/808/%5Bнедоступне+посилання+з+вересня+2019%5D
- Блиск і злиденність символічної політики // Віче. — 2008. — № 23. — С. 20–23. — Режим доступу: https://web.archive.org/web/20081223125829/http://www.viche.info/journal/1244/
- Есей про мрії та пророцтва // Політичний менеджмент: наук. журнал / голов. ред. Ю. Ж. Шайгородський. — 2007. — № 6. — С. 156—166. Режим доступу: https://web.archive.org/web/20140417043927/http://www.politik.org.ua/vid/magcontent.php3?m=1